# Sigiriya
Sigiriya of Sigirya is een van de zeven plaatsen in Sri Lanka op de Werelderfgoedlijst. Het 1600 jaar oude complex bestaat uit een zomer- en winterpaleis, lusthoven die omgeven zijn door 8 kilometer muren en grachten en, boven op de rots, een citadel. Het is in 7 jaar gebouwd en slechts 18 jaar bewoond geweest.

## Geschiedenis
Het complex is gebouwd door koning Kassapa I (473-491). Na zijn dood werd het een klooster. Volgens een alternatieve theorie voltooide hij het complex, dat zijn vader koning Dhatusena was begonnen. In de 14e eeuw werd het complex verlaten.

## Het complex
De tuinen, die door grachten zijn omgeven, zijn ommuurde terrassen waarin vele waterpartijen voorkomen.
De citadel boven op de rots diende ook als paleis. Het is nu slechts een ruïne. In enkele cisternen werd het regenwater opgevangen. Aan de noordzijde van de rots bereikt men halverwege de steile beklimming via trappen de Spiegelwand. Hierop zijn fresco's afgebeeld van 'wolkenmaagden'. Iets hoger is het terras met de restanten van de Leeuwenpoort. De naam Sigiriya, dat 'leeuwenrots' betekent, is hieraan ontleend.

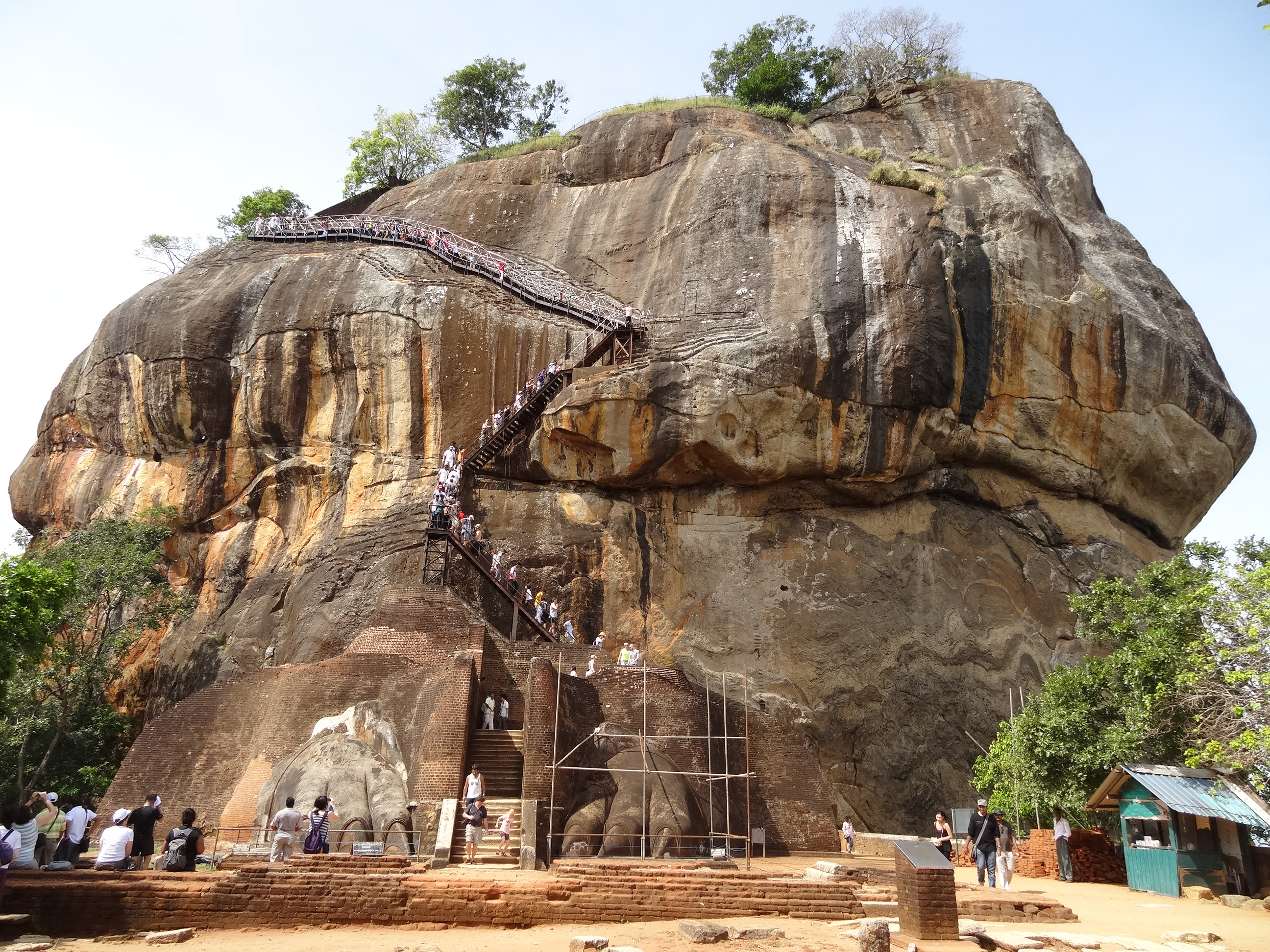
Leeuwenpoort
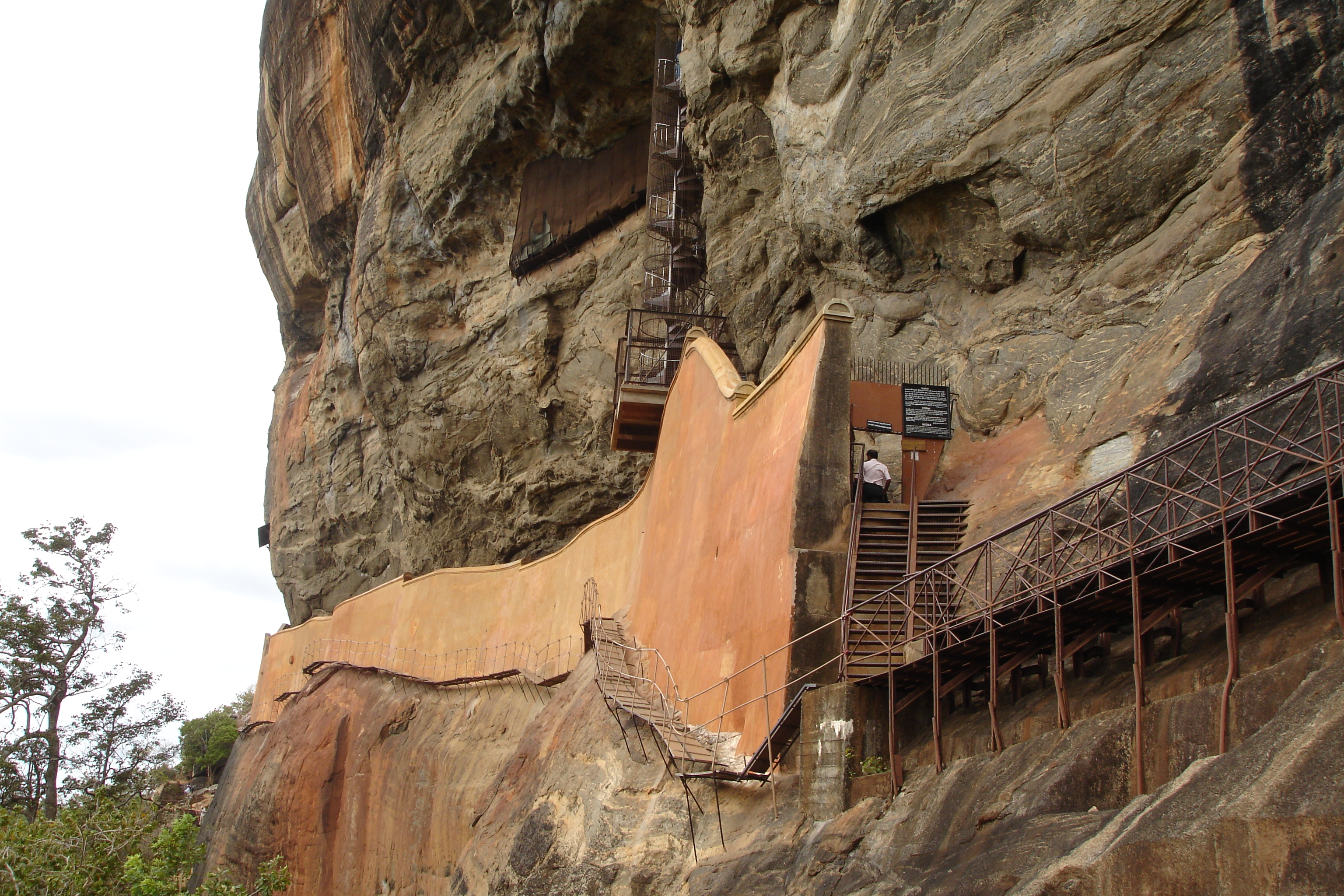
Spiegelwand
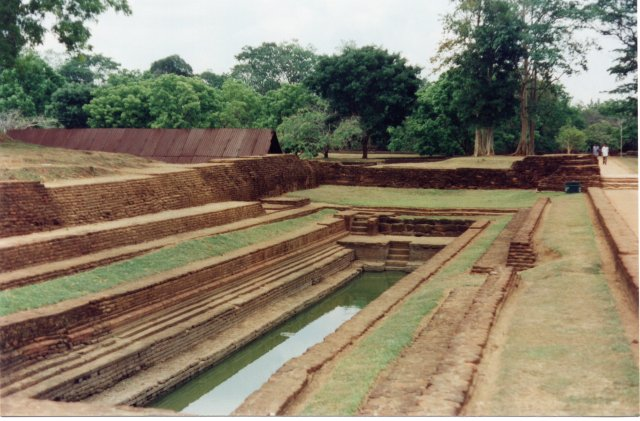
Een vijver in het tuincomplex aan de voet van Sigiriya Rock
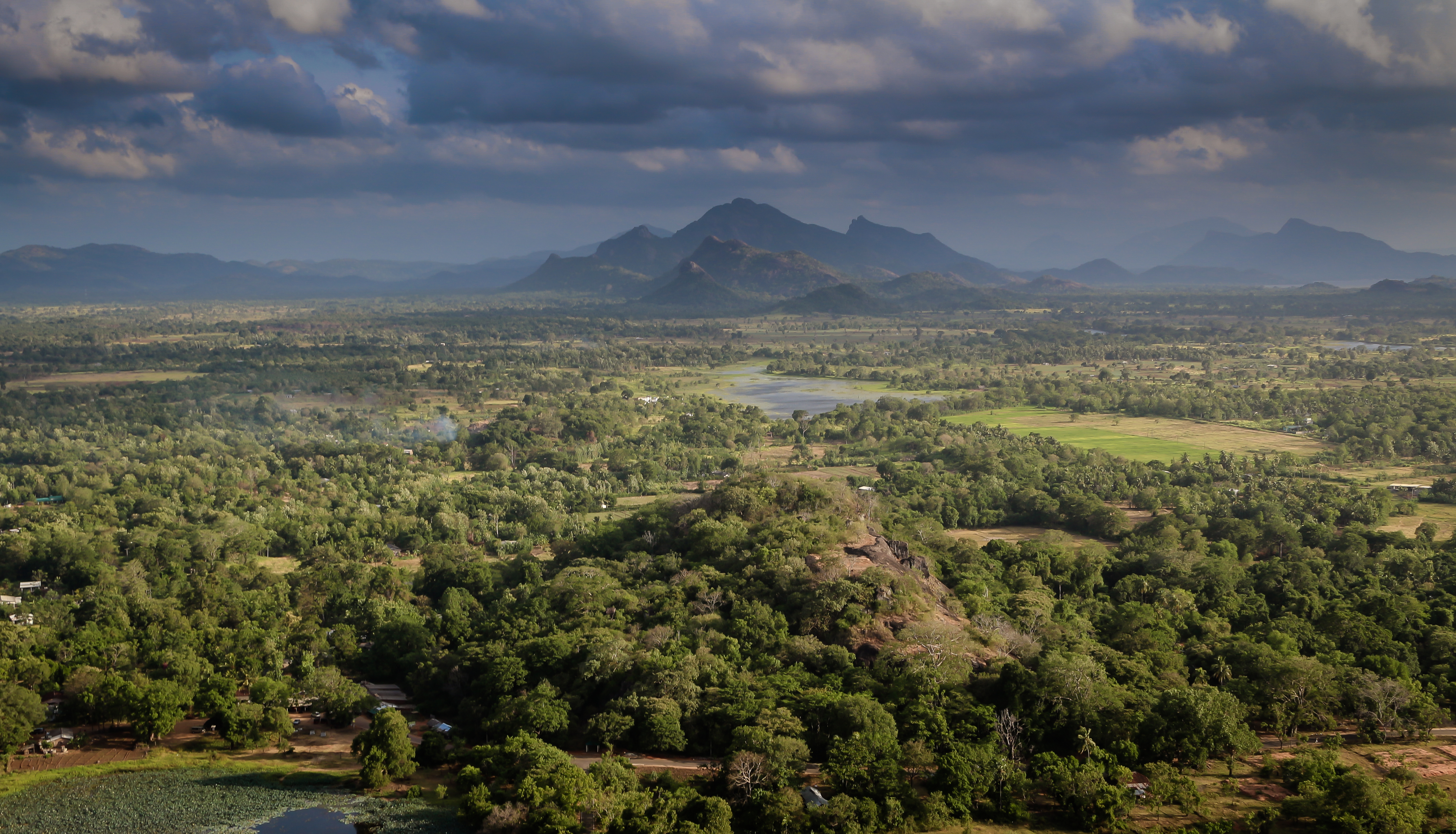
Uitzicht van bovenaf Sigiriya, Sri Lanka